# Mateuszew
Mateuszew – wieś w Polsce położona w województwie łódzkim, w powiecie kutnowskim, w gminie Bedlno.
| SIMC    | Nazwa       | Rodzaj     |
| ------- | ----------- | ---------- |
| 0559084 | Eliaszew    | przysiółek |
| 0559109 | Mirosławice | część wsi  |
| 0559090 | Wiktorów    | część wsi  |

W latach 1975–1998 miejscowość administracyjnie należała do województwa płockiego.